# Collegio plurinominale Piemonte 1 - 01 (2020)
Il collegio elettorale plurinominale Piemonte 1 - 01 è un collegio elettorale plurinominale della Repubblica italiana per l'elezione della Camera dei deputati.

## Territorio
Come previsto dalla legge n. 51 del 27 maggio 2019, il collegio è stato definito tramite decreto legislativo all'interno della circoscrizione Piemonte 1.
Il collegio comprende la zona definita dai tre collegi uninominali Piemonte 1 - 01 (Torino-Centro), Piemonte 1 - 02 (Torino-S.Paolo), Piemonte 1 - 03 (Collegno) quindi la città di Torino e il suo hinterland nord-occidentale.

## XIX legislatura

### Risultati elettorali
|                               | Fratelli d'Italia                                       | 128 430 | 21,78 | 1 | 209 956 | 35,60 | 2 |  |  |
|                               | Lega per Salvini Premier                                | 43 183  | 7,32  | – | 209 956 | 35,60 | 2 |  |  |
|                               | Forza Italia                                            | 34 733  | 5,89  | – | 209 956 | 35,60 | 2 |  |  |
|                               | Noi Moderati                                            | 3 610   | 0,61  | – | 209 956 | 35,60 | 2 |  |  |
|                               | Partito Democratico - Italia Democratica e Progressista | 143 237 | 24,29 | 2 | 209 664 | 35,55 | 1 |  |  |
|                               | Alleanza Verdi e Sinistra                               | 34 003  | 5,77  | 1 | 209 664 | 35,55 | 1 |  |  |
|                               | +Europa                                                 | 29 610  | 5,02  | – | 209 664 | 35,55 | 1 |  |  |
|                               | Impegno Civico – Centro Democratico                     | 2 814   | 0,48  | – | 209 664 | 35,55 | 1 |  |  |
|                               | Movimento 5 Stelle                                      | 76 437  | 12,96 | 1 | 76 437  | 12,96 | – |  |  |
|                               | Azione - Italia Viva                                    | 57 282  | 9,71  | 1 | 57 282  | 9,71  | – |  |  |
|                               | Italexit                                                | 12 707  | 2,15  | – | 12 707  | 2,15  | – |  |  |
|                               | Unione Popolare                                         | 9 692   | 1,64  | – | 9 692   | 1,64  | – |  |  |
|                               | Italia Sovrana e Popolare                               | 9 003   | 1,53  | – | 9 003   | 1,53  | – |  |  |
|                               | Vita                                                    | 5 023   | 0,85  | – | 5 023   | 0,85  | – |  |  |
| Totale                        | Totale                                                  | 589 764 | 100   | 6 | 589 764 | 100   | 3 |  |  |
|                               |                                                         |         |       |   |         |       |   |  |  |
| Voti non validi               | Voti non validi                                         | 21 682  | 3,55  |   |         |       |   |  |  |
| Votanti                       | Votanti                                                 | 611 446 | 65,56 |   |         |       |   |  |  |
| Elettori                      | Elettori                                                | 932 670 |       |   |         |       |   |  |  |
|                               |                                                         |         |       |   |         |       |   |  |  |
| Data: 25 settembre 2022       |                                                         |         |       |   |         |       |   |  |  |
| Fonte: Ministero dell'interno |                                                         |         |       |   |         |       |   |  |  |

### Eletti

#### Eletti nei collegi uninominali
Eletti nella coalizione di centro-destra (FdI - Lega - FI - NM)
     Eletti nella coalizione di centro-sinistra (PD-IDP - AVS - +E - IC-CD)
| Collegio uninominale | Eletto | Eletto            | Partito |
| -------------------- | ------ | ----------------- | ------- |
| 1. Torino-Centro     |        | Riccardo Magi     | +Europa |
| 2. Torino-San Paolo  |        | Augusta Montaruli | FdI     |
| 3. Collegno          |        | Elena Maccanti    | Lega    |

#### Eletti nella quota proporzionale
| Partito Democratico-IDP         | Fratelli d'Italia | Movimento 5 Stelle | Azione - Italia Viva | Alleanza Verdi e Sinistra |
| ------------------------------- | ----------------- | ------------------ | -------------------- | ------------------------- |
|                                 |                   |                    |                      |                           |
| Mauro Laus Maria Cecilia Guerra | Marco Perissa     | Antonino Iaria     | Daniela Ruffino      | Marco Grimaldi            |